# 蒙戈尔费埃环形山
蒙戈尔费埃环形山（Montgolfier）是月球背面北半部的一座大撞击坑，约形成于45.5-39.2亿年前的前酒海纪，其名称取自法国发明了热气球并载人掠过巴黎上空的蒙戈尔菲耶兄弟，即约瑟夫·米歇尔·蒙戈尔菲耶（Joseph-Michel Montgolfier ，1740年-1810年）和雅克·艾蒂安·蒙戈尔菲耶（Jacques-Étienne Montgolfier，1745年-1799年），1970年被国际天文学联合会正式批准接受。

## 描述
该陨坑北侧坐落了罗兰环形山、东北偏东毗邻帕拉斯基沃普洛斯环形山，斯托列托夫陨石坑位于它的东南，而南面则横亘了沃尔彻陨石坑。该陨坑中心月面坐标为47°04′N 160°05′W / 47.06°N 160.08°W，直径83.71公里，深度约2.81公里。
蒙戈尔费埃环形山是一座已损毁撞击坑，其南侧壁重叠着四座较大的陨石坑，其余部分坑壁也被一些更小的撞击坑磨损，形成一圈陨坑密布的不规则坑沿。蒙戈尔费埃环形山坑壁平均高出周边地形1380米，内部容积约6580立方千米。坑内地表相对平坦，布满众多的细小陨坑。蒙戈尔费埃环形山与相连的卫星坑蒙戈尔费埃 P和蒙戈尔费埃 J以及南面的沃尔彻陨石坑一起，构成了一种形似猫爪印的外观。

## 卫星陨石坑
按惯例，最靠近蒙戈尔费埃环形山的卫星坑将在月图上以字母标注在它的中心点旁边.

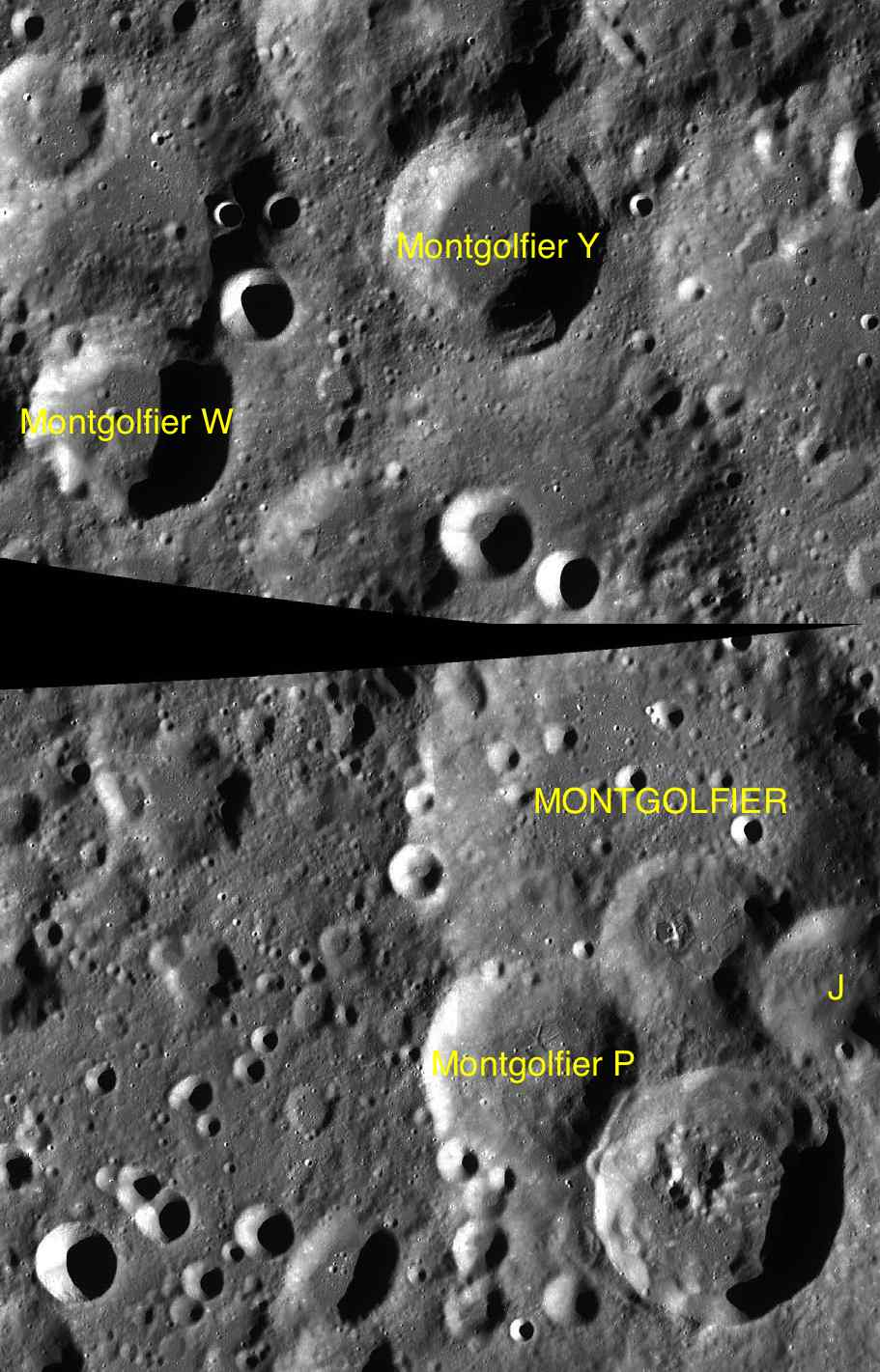
LAC-19和LAC-33拼接图

| 蒙戈尔费埃 | 纬度    | 经度     | 直径    |
| ---------- | ------- | -------- | ------- |
| J          | 46.4° N | 158.2° W | 28 公里 |
| P          | 46.1° N | 160.9° W | 36 公里 |
| W          | 49.3° N | 164.4° W | 37 公里 |
| Y          | 50.5° N | 161.3° W | 40 公里 |

|}
- 卫星坑蒙戈尔费埃 P约形成于早雨海世[1]；
- 卫星坑蒙戈尔费埃 Y约形成于晚雨海世[1]。

## 参引资料
1. 1 2 3 4 5 6  Lunar Impact Crater Database
2. ↑   (PDF).   [2017-03-19]. （原始内容存档 (PDF)于2016-12-24）.
3. ↑  .   [2017-03-19]. （原始内容存档于2019-07-07）.

## 另请参阅
- Andersson, L. E.; Whitaker, E. A. . NASA RP-1097. 1982.
- Blue, Jennifer. . USGS. July 25, 2007  [2007-08-05]. （原始内容存档于2015-05-26）.
- Bussey, B.; Spudis, P. . New York: Cambridge University Press. 2004. ISBN 978-0-521-81528-4.
- Cocks, Elijah E.; Cocks, Josiah C. . Tudor Publishers. 1995. ISBN 978-0-936389-27-1.
- McDowell, Jonathan. . Jonathan's Space Report. July 15, 2007  [2007-10-24]. （原始内容存档于2015-01-12）.
- Menzel, D. H.; Minnaert, M.; Levin, B.; Dollfus, A.; Bell, B. . Space Science Reviews. 1971, 12 (2): 136–186. Bibcode:1971SSRv...12..136M. doi:10.1007/BF00171763.
- Moore, Patrick. . Sterling Publishing Co. 2001. ISBN 978-0-304-35469-6.
- Price, Fred W. . Cambridge University Press. 1988. ISBN 978-0-521-33500-3.
- Rükl, Antonín. . Kalmbach Books. 1990. ISBN 978-0-913135-17-4.
- Webb, Rev. T. W.  6th revised. Dover. 1962. ISBN 978-0-486-20917-3.
- Whitaker, Ewen A. . Cambridge University Press. 1999. ISBN 978-0-521-62248-6.
- Wlasuk, Peter T. . Springer. 2000. ISBN 978-1-85233-193-1.